# جوهانس هولت
جوهانس هولت هو مهندس نرويجي، ولد في 12 نوفمبر 1917، وتوفي في 11 يناير 2011.